# Toponimia eslava en Alemania

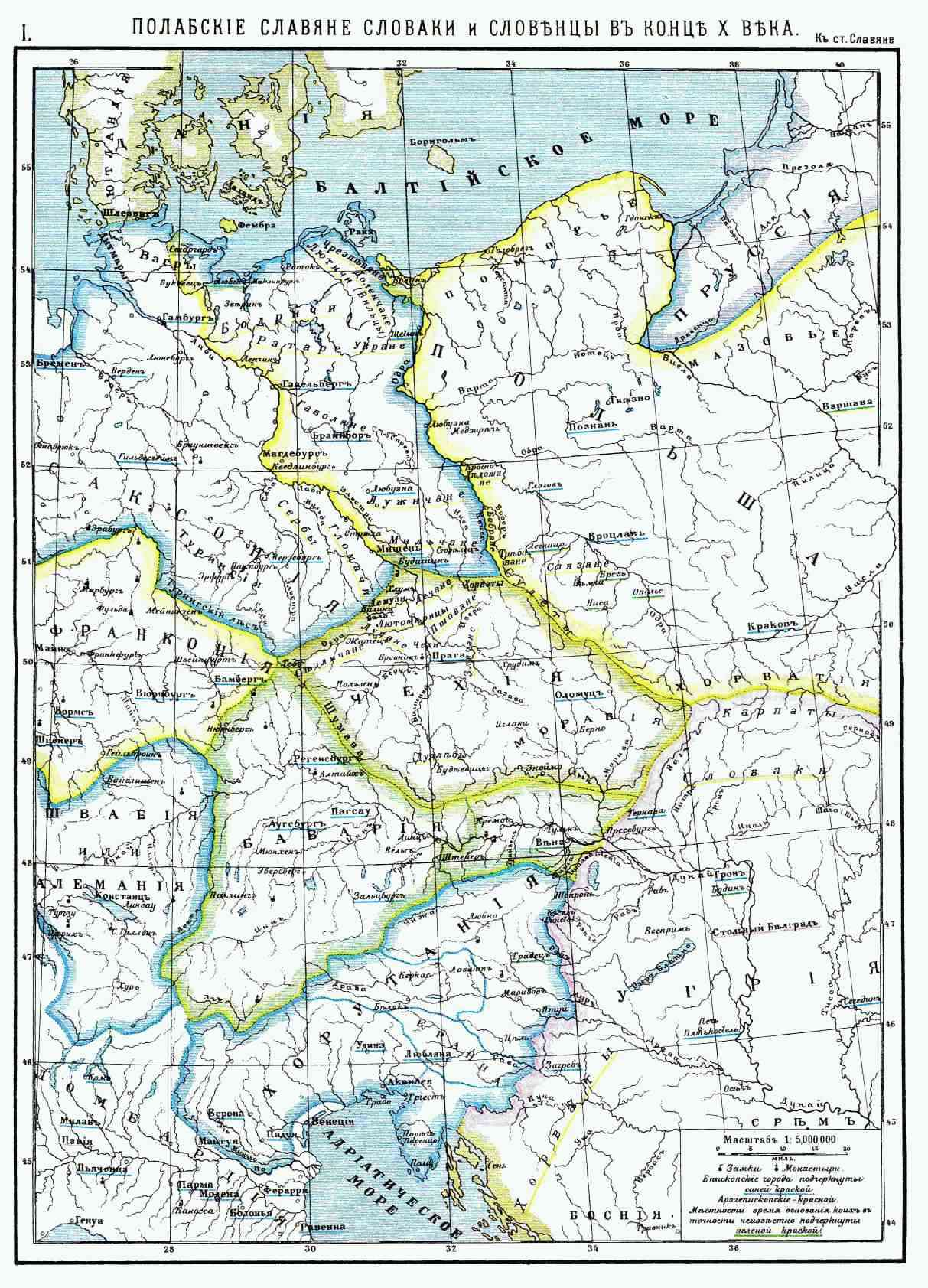
Los pueblos eslavos en el mapa de Europa central y oriental a finales del.

Las tribus eslavas de sorbios, veletos, abodritas, pomeranios, ranes a partir de los tiempos antiguos poblaban los territorios occidentales y orientales y particularmente los del noroeste de la Alemania actual y también una parte de Baviera. Como afirman algunos historiadores, estos, en la segunda mitad del siglo VI, sustituyeron a las tribus de lombardos, rugios, luguios, veletos, y otros pueblos que poblaban estas tierras en la antigüedad. Sin embargo, como destacan muchos investigadores, existe "una coincidencia sorprendente" entre los nombres de las tribus pomeranias, polabias y los nombres de los otros pueblos eslavos occidentales con unas denominaciones étnicas antiquísimas y conocidas en estas tierras a partir del siglo I de nuestra época, mencionadas en las fuentes romanas. En total, se conocen alrededor de quince denominaciones, que coinciden con nombres antiguos y medievales de las tribus eslavas que habitaban estas zonas.
Más tarde, al producirse la expansión germana, la población eslava se asimiló en unos siglos.
En el siglo XVIII desapareció el idioma polabio. Actualmente, el único pueblo no germanizado totalmente es el sorbio.

## Rasgos de la formación de los topónimos eslavos
Los pueblos eslavos, que vivieron en los territorios de Alemania actual hasta su germanización, dejaron tras de sí múltiples topónimos. Además una parte de estos puede tener un origen más antiguo, germánico o más aún, indoeuropeo. En condiciones de bilingüismo una parte tuvo un carácter mixto, eslavo-alemán.
Una parte considerable de los topónimos eslavos, está formada con los sufijos siguientes (entre paréntesis va el sufijo en alfabeto cirílico):
- -in (-ин), Berlín,[10] Schwerín, Witzín, Devín, Alt Teterín, Carpín. Generalmente tienen el acento en -in (a diferencia de los topónimos alemanes, con el acento en la primera sílaba)
- -en (-ен) en el este de Alemania, que es el resultado de la germanización de los sufijos eslavos terminados en -n- (-in, -ina, -n', -iane (-ин, -ина, -нь, -яне))[11]
- -itz (-иц), Lausitz (Łužica), Chemnitz. Las terminaciones -itz/-tz, normalmente, corresponden a las eslavas -иц/-ица (-ic/-ica) o -ицы (-icy). Ejemplos: Добраниц (en alemán: Dobranitz), en alto sorabo Dobranecy, Doberschütz, Dobrošicy
- -ow[12] (-ов), Lübow, Teterow, Güstrow, Treptow, Lütow, Golzow, Mirow, Burow.
- -au (-ау) en el este de Alemania: Lübbenau, Spandau, Torgau

Las terminaciones -au en los topónimos de origen eslavo, en su mayoría, son las germanizadas -ow, pero no siempre es así. Por ejemplo "Doberschau", del alto sorabo "Dobruša". Hay que notar que las terminaciones -au también son típicas de múltiples hidrónimos de origen alemán.
Muchas veces se encuentran formas mixtas: una raíz alemana + un nombre propio eslavo. Las raíces eslavas y alemanas: un nombre propio alemán + un sufijo eslavo (Arntitz).

## Los topónimos más conocidos de origen eslavo
- Chemnitz, en alto sorabo Kamjenica, nombrada por la denominación de un pequeño río Chemnitz, un afluente del río Zwickauer Mulde. La palabra «chemnitz» viene de la «kamjenica» del idioma de los sorbios y significa «río pedregoso». En Chequia esa ciudad se llama Saská Kamenice o sea «Kamjenica sajona».
- Lausitz, en alto sorabo Łužica, en español Lusacia, originalmente significaba «lugar cenagoso».[15] Lusacia es una región histórica de Alemania donde todavía habita el pueblo eslavo sorbio. En polaco se llama Łużyce y en checo Lužice.
- Leipzig, de la palabra Lipsk (ver Lipetsk).
- Lübeck, construida cerca de la fortaleza vagriana de Liubice[16] (en Polonia la ciudad se llama Lubeka, en los textos latinos medievales aparece como Lvbeca).
- Rostock, significa un lugar de donde el agua se derrama en diferentes direcciones.[17]
- Ratzeburg, la población eslava de Ratibor se mencionó por vez primera en los documentos del emperador alemán Enrique IV en 1062 como Racesburg. La denominación proviene del nombre de un príncipe obodrita, Ratibor (su forma abreviada en alemán Ratse).[18] Es un nombre popular eslavo en aquellos tiempos, incluso en las crónicas rusas.[19]
- Prenzlau, en alto sorabo Prenzlawj.[20] Relacionado con Preslav, Preslavets, Pereiaslav.
- Zossen[20] — Sosny,[21] [Со́сны][22]
- Brandenburg, en eslavo, Branibor, en español Brandemburgo. Actualmente en bajo sorabo se llama Braniboŕ pśi Habołu.[23] La ciudad de Neubrandenburg, en eslavo, también, se llama Novi Branibor.[24]

## La difusión de los topónimos eslavos en Alemania actual
Los topónimos eslavos difundidos ampliamente en las siguientes tierras alemanas:
- Baja Sajonia, los territorios más al este de Hamburgo, también llamado "Wendland".
- Schleswig-Holstein, su parte oriental.
- Mecklemburgo-Pomerania Anterior, difusión general de topónimos.
- Brandemburgo, igual como en el punto anterior.
- Berlín, posee múltiples topónimos del origen eslavo.
- Sajonia-Anhalt, están por todos lados.
- Sajonia, extendidos ampliamente.
- Turingia, extendidos ampliamente.
- Baviera, este, centro y norte del territorio.

## El estatuo de las denominaciones eslavas en Lusacia actual
Las denominaciones eslavas en los territorios de Lusacia tienen un estatuo oficial. Como está escrito en la "Ley sobre los derechos de los serbios en el Estado Libre de Sajonia". La ley fue escrita simultáneamente en alemán y en alto sorabo. En eslavo se llama Zakoń wo prawach Serbow w Swobodnym staće Sakska (Sakski serbski zakoń — SSZ) z dnja 31. měrca 1999. Y en alemán, así Gesetz über die Rechte der Sorben im Freistaat Sachsen (Sächsisches Sorbengesetz — SächsSorbG) vom 31. März 1999. El texto completo de la ley incluye una lista de las denominaciones eslavas, señaladas en los documentos, accesible en el internet. Estos nombres, igual como los alemanes, se muestran en los señales de tráfico y en los mapas.